# Fort Macleod
Fort Macleod es un pueblo canadiense situado en la provincia de Alberta.

## Superficie
Fort Macleod tiene una superficie de 22,54 km².

## Demografía
En 2021, tenía 3297 habitantes, una densidad poblacional de 146,2 hab./km², y 1440 viviendas.